# Gerd Voss
Franz Leopold Gerd Voss (* 27. September 1907 in Itzehoe in Holstein; † 1. Juli 1934 in Berlin-Lichterfelde) war ein deutscher Jurist und SA-Sturmführer. Voss wurde bekannt als einer der Ermordeten des sogenannten „Röhm-Putsches“ von 1934.

## Leben und Wirken

### Jugend und frühe Jahre
Voss war der jüngere Sohn des Berliner Rechtsanwalts und Notars Hermann Voss, der u. a. als Vorsitzender des Berliner Anwaltsvereins bekannt wurde. Sein älterer Bruder war der Arzt Hans Voss. Nach dem Schulbesuch, den er am Kaiserin-Augusta-Gymnasium in Berlin absolvierte (Abitur: Ostern 1926), studierte Voss Rechtswissenschaften: Seine ersten drei Semester verbrachte er an der Universität Gießen. Sein viertes Semester verbrachte er in Paris, wo er Vorlesungen an der Faculté de droit sowie weitere Vorlesungen anderer Fächer an der Sorbonne und am Collège de France besuchte. Außerdem arbeitete er dort bei einem avoué und einem avocat. Während seines Studiums wurde er 1926 Mitglied der Burschenschaft Germania Gießen, welcher schon sein Vater angehört hatte. Zum Wintersemester 1929/1930 wechselte Voss an die Friedrich-Wilhelms-Universität in Berlin, wo er seine letzten drei Semester verbrachte. Einem selbstverfassten Lebenslauf zufolge entdeckte er während dieser Zeit durch die Teilnahme an einer Übung von Martin Wolff die „eigentliche Schönheit der juristischen Wissenschaft“.
Die Erste Juristische Staatsprüfung bestand Voss am 19. Mai 1930 mit dem Prädikat „vollbefriedigend“. Anschließend wurde er zum Referendar ernannt. Einem Bericht des Pariser Tageblattes von 1934 zufolge erlitt Voss 1929 (?) eine schwere Beinverletzung, die ihn zwang, fast ein ganzes Jahr im Krankenbett zu verbringen, so dass er seine Prüfung mit einem halben Jahr Verspätung noch als Rekonvaleszent ablegen musste.
Den Juristischen Vorbereitungsdienst absolvierte Voss beim Amtsgericht Kalkberge und dem Berliner Landesgericht III.
Im April 1931 wurde Voss auf Ersuchen der Professoren Arthur Nussbaum und Hermann Dersch sowie des bekannten Strafverteidigers Max Alsberg, der der Fakultät als Honorarprofessor angehörte und in dessen Kanzlei Voss als Referendar auch mitarbeitete, zum Fakultätsassistent an der Juristischen Fakultät der Berliner Universität ernannt. In dieser Stellung – bei der es sich um eine besoldete Nebenbeschäftigung handelte, der er zusätzlich zum Juristischen Vorbereitungsdienst nachging – organisierte und beaufsichtigte Voss Übungen zu den Seminaren verschiedener Professoren, wobei ein von ihm privat – anstatt im Rahmen der Fakultät – organisiertes Repetitorium im Wintersemester 1932/1933 zu Problemen mit derselben führte.
Im Herbst 1931 lernte Voss während des sogenannten Kurfürstendamm-Prozesses, in dem sein Vater als Verteidiger eines Angeklagten (des Jungstahlhelmfürhers Wilhelm Brandt) mitwirkte, den jungen Berliner SA-Führer Karl Ernst kennen – zu diesem Zeitpunkt Stabsführer der Berliner SA –, eine Begegnung, die langfristig von entscheidender Bedeutung für seinen weiteren Werdegang sein sollte.

### Zeit des Nationalsozialismus
Wenige Wochen nach der nationalsozialistischen Machtergreifung am 30. Januar 1933 trat Voss am 1. April 1933 offiziell in die NSDAP (Mitgliedsnummer 1.670.602) ein. Nach der Erneuerung seiner Bekanntschaft mit Karl Ernst, der inzwischen zum obersten SA-Kommandeur von Berlin aufgestiegen war, wurde Voss im Sommer 1933 Mitglied der Sturmabteilung (SA). Voss erhielt angeblich sofort den relativ hohen Rang eines Sturmführers sowie die Funktion des Rechtsberaters der SA-Gruppe Berlin-Brandenburg. In Berichten der Auslandspresse wurde in diesem Zusammenhang die Behauptung aufgestellt, dass Voss – obwohl selbst heterosexuell – aus Karriereerwägungen homosexuelle Beziehungen mit Ernst und anderen SA-Führern unterhalten habe, die sein Avancement in der SA beschleunigt hätten.
Im Herbst 1933 gehörte Voss zu einer Gruppe von Angehörigen des Stabes der Berliner SA-Gruppe, die den Kommunisten Albrecht Höhler während eines von Gestapo-Beamten durchgeführten Gefangenentransportes im heimlichen Einvernehmen mit der Gestapo „entführten“ und außerhalb von Berlin erschossen. Höhler war 1930 wegen Totschlags am SA-„Märtyrers“ Horst Wessel zu sechs Jahren Haft verurteilt worden.
Parallel zu seiner SA-Karriere setzte Voss seine Karriere an der Berliner Universität fort, der er weiterhin als Assistent der Juristischen Fakultät angehörte. Zum Jahresende 1933 wurde Voss vom Dozentenschaftsführer der Berliner Universität zum Führer der Dozentenschaft der Juristischen Fakultät ernannt. In dieser Eigenschaft nahm er erstmals im Juni 1934 an einer Fakultätssitzung teil.
Den Untersuchungen Anna-Maria Gräfin von Löschs zufolge galt Voss in den Jahren 1933/1934 als der „größte Unruhestifter innerhalb der Assistentenschaft [der Berliner Universität] nach dem Machtwechsel“. In einer von ihm einberufenen Versammlung der Assistenten der Fakultät im März 1933 forderte Voss dazu auf, „jüdische“ Professoren zu boykottieren. Auf die darauf folgende Vorhaltung Werner Flumes, dass er ein charakterliches „Schwein“ sei, wenn er jüdische Professoren boykottieren lasse, nachdem er selbst bei Wollf als einem „Juden“ als Assistent gewirkt habe, drohte Voss Flume mit Inhaftierung in einem der damals als provisorische Gefängnisse dienenden SA-Keller. Zu einer Inhaftierung Flumes kam es zwar nicht, jedoch gab Voss dem Dekan der Fakultät zu verstehen, dass Flume politisch unerwünscht sei, so dass der Dekan Flume riet, sich besser an einer anderen Hochschule zu habilitieren.
Nach dem Bestehen der Großen Staatsprüfung am 27. September 1933 wurde Voss zum Gerichtsassessor ernannt. Unmittelbar darauf beantragte Voss seine Entlassung aus dem staatlichen Justizdienst und seine Zulassung als Anwalt beim Kammergericht Berlin. Offiziell bis zum 30. Mai 1934 beurlaubt, war über seinen Antrag zum Zeitpunkt seines Todes im Juni 1934 noch nicht entschieden. Sein offizieller Wohnsitz befand sich zu diesem Zeitpunkt in der Fraunhofer Straße 27.
Außerhalb der Fakultät betätigte Voss sich 1934 auch als Anwalt. Zu seinen Klienten gehörte unter anderem der Schauspieler Gustaf Gründgens. Für letzteren führte Voss die Verhandlungen um den Erwerb der in Zeesen, 30 km vom Berliner Stadtzentrum gelegenen Villa (samt Inventar) des verstorbenen jüdischen Bankiers Ernst Goldschmidt, wobei er unter Ausspielung seiner Machtstellung durch kaum verschleierte Drohungen den Kaufpreis in erpresserischer Weise massiv auf 58.000 RM, etwa die Hälfte des tatsächlichen Wertes des Anwesens, gedrückt haben soll. Gründgens selbst gab nach dem Zweiten Weltkrieg zu, dass die Verkaufsverhandlungen „ziemlich unseriös“ abgelaufen seien. Die Behörden stuften die gesamte Transaktion nach 1945 als „Notverkauf“ im Rahmen der nationalsozialistischen Arisierungsaktionen ein, so dass es nach 1990 zu langwierigen Rechtsstreitigkeiten im Zusammenhang hiermit kam.
In der älteren Literatur taucht zudem häufig die inkorrekte Behauptung auf, dass Voss auch für den NSDAP-Politiker Gregor Strasser als Anwalt tätig gewesen sei, wobei es sich wahrscheinlich um eine Verwechslung mit seinem Vater handelt: Strasser verkehrte in der Berliner Kanzlei von Voss senior, zudem war Strassers Bruder Anton Strasser von 1933 bis 1934 bei Voss senior als Mitarbeiter beschäftigt.

### Ermordung
Am 30. Juni 1934 wurde Voss im Rahmen der Röhm-Affäre im Zuge der Besetzung des Stabsquartiers der Berliner SA durch die Landespolizeigruppe General Göring verhaftet. In der folgenden Nacht wurde er im Hauptquartier des SA-Feldjägerkorps in der Kleinen Alexanderstraße gefangen gehalten und anschließend in die Kadettenanstalt Lichterfelde gebracht, dort am Nachmittag des 1. Juli zum Tode verurteilt und von Hitlers Leibstandarte standrechtlich erschossen.
In der älteren Literatur wird als Motiv für die Tötung von Voss zumeist im Zusammenhang mit der bereits thematisierten inkorrekten Behauptung, dass Gerd Voss der persönliche Rechtsanwalt von Gregor Strasser gewesen sei, weiter behauptet, dass Voss als Anwalt Strassers im Safe seiner Kanzlei (eine solche besaß er realiter nicht) politisch hochbedeutsame Privatdokumente Strassers (insbesondere über die Dezemberkrise der NSDAP von 1932) aufbewahrt habe. So heißt es noch in Lothar Machtans Hitler-Biographie von 2003: „Noch schlimmer erging es allerdings Strassers Anwalt Gerd Voß. Als er sich weigerte, seinen Aktentresor zu öffnen, wurde er auf der Stelle von einem Rollkommando erschossen und der Safe aufgebrochen.“ Erstmals findet sich diese Behauptung im 1934 in Paris veröffentlichten kommunistischen Weissbuch über die Erschiessungen des 30. Juni. Dort heißt es:

„Dr. Voss war seit langem der Rechtsberater Gregor Strassers, und sein persönlicher Freund. In dieser doppelten Eigenschaft übergab ihm Gregor Strasser alle Dokumente die sich auf seinen Konflikt mit Hitler und der Partei bezogen. Auf diese belastenden Dokumente hatten es Göring und Goebbels abgesehen! Ein von Göring gesandtes Sonderkommando erschien in der Kanzlei des völlig überraschten Dr. Voss und forderte die Herausgabe dieser ihm beruflich zu treuen Händen übergebenen Dokumente Gregor Strassers. Als der korrekte Jurist das gesetzwidrige Ansinnen zurückwies, wurde er kurzerhand niedergeschossen, das Geheimsafe erbrochen und die Dokumente geraubt. Den Auftraggebern der Diebe, Einbrecher und Mörder mag ein Stein vom Herzen gefallen sein, als sie belastenden Akten in Händen hielten.“

Auch Gregor Strassers Bruder Otto Strasser verbreitete seit 1934 in einigen seiner Bücher die Behauptungen, 1.) dass ein Rechtsanwalt namens Voss Unterlagen seines Bruders für diesen verwahrt habe, 2.) dass diese Unterlagen von der SS/Gestapo während der Säuberungsaktion in Voss’ Kanzlei beschlagnahmt worden seien sowie 3.) dass die Regimeschergen, die die besagten Unterlagen in ihre Gewalt brachten den Rechtsanwalt namens Voss anlässlich der Beschlagnahmung dieser Unterlagen erschossen. Immerhin stellte Strasser in seinem Buch Die deutsche Bartholomäusnacht von 1935 richtig, dass der erschossene Voss nicht der Vater, sondern der Sohn Voss‘ war. Allerdings schreibt er dort:

„Mein Bruder deponierte bei ihm [Voss] alle Akten, die sich auf den Konflikt mit Hitler bezogen, sowie zahlreiche Akten über Göring, Göbbels und andere Parteigrößen. Dem allzu gutgläubigen Wesen Gregor Straßers kam es nicht in den Sinn, daß auch Berufsgeheimnis und notarielle Bindung für Herrn Göring kein Hindernis sei — was Dr. Voß mit seinem Tode büßen musste. Am 30. Juni erschien nämlich in der Kanzlei ein Göringsches Sonderkommando und verlangte von Dr. Voß Herausgabe der Akten Gregor Straßers. Als Dr. Voß pflichtgemäß die Herausgabe der Akten verweigerte, schössen ihn Görings Schergen nieder, erbrachen den Aktentresor, raubten die Papiere und verschwanden.“

Eine Beziehung von Voss junior zu Strasser ist schon aufgrund der Feindschaft von Voss’ Dienstherrn Karl Ernst zu Strasser in den Jahren 1933 und 1934 so gut wie ausgeschlossen. Dementsprechend ist es äußerst unwahrscheinlich, dass Voss’ Tötung in einem Zusammenhang mit dem Vorgehen des Regimes gegen Gregor Strasser stand. Tatsächlich dürfte Voss seine Nähe zu Karl Ernst zum Verhängnis geworden sein. Entsprechendes behauptete beispielsweise bereits kurz nach dem Ende des Zweiten Weltkriegs der ehemalige Gestapo-Beamte Hans Bernd Gisevius in seinem Buch Bis zum Bitteren Ende. Die Exilantenzeitung Pariser Tageblatt schrieb sogar bereits 1934, unmittelbar nach Voss’ Tod, dass dieser als Angehöriger der Entourage von Karl Ernst „der Vollständigkeit halber“ miterschossen worden sei.
Die wahrscheinlich früheste Richtigstellung des Mordfalles Voss vom 30. Juni/1. Juli 1934 in der Sekundärliteratur findet sich bei Karl Martin Grass, der zu dem Vorgang festhielt: „Eklatant ist der Fall Voß, der übereinstimmend in allen drei Werken [d. h. Weißbuch, Otto Strassers Deutsche Bartholomäusnacht und Klaus Bredows Hitler rast] als 'Rechtsanwalt Voß' angegeben ist, übrigens auch bei Gisevius, während es sich in Wirklichkeit um dessen Sohn handelte, wie schon die Altersangabe der Liste zeigt.“
In summa ist zu dem Vorgang festzustellen: (1) Strasser verwechselte in seiner Mitteilung an die Redaktion des Weissbuches zum einen Gerd Voss und seinen Vater Hermann Voss insofern miteinander, als er die inkorrekte Behauptung aufstellte, dass jener Jurist namens Voss (dem er keinen Vornamen gab bzw. dessen Vornamen er nicht kannte), von dessen Erschießung im Rahmen der Säuberungsaktion er im Exil erfahren hatte, als Anwalt in Kontakt mit seinem Bruder gestanden habe, obwohl tatsächlich nicht der erschossene Gerd Voss, sondern der nicht-erschossene Hermann Voss als Anwalt Verbindungen zu seinem Bruder unterhalten hatte. (2) Der erschossene Voss war kein fertiger Rechtsanwalt, sondern er befand sich zum Zeitpunkt seines Todes noch im juristischen Vorbereitungsdienst und führte auch nicht den Doktorgrad, den Strasser dem erschossenen Voss zuschrieb, während tatsächlich nur der nicht-erschossene Vater, nicht aber dessen Sohn einen solchen besaß. (3) War der ältere Voss nicht der Anwalt Gregor Strassers gewesen, sondern hatte er lediglich in Kontakt zu ihm gestanden, ohne ihn anwaltlich zu vertreten oder zu betreuen.
Inkorrekt ist folglich die Angabe, dass Voss in seiner Kanzlei erschossen worden sei, da er tatsächlich keine Kanzlei besaß und in der SS-Kaserne Lichterfelde erschossen wurde. Ob ein Anwalt Voss in Berlin (also der ältere Voss) Dokumente Gregor Strassers für diesen (ob in seiner Kanzlei oder sonst wo) verwahrte, und ob diese Dokumente – auch wenn der Anwalt, der sie angeblich verwahrte, nachweislich nicht erschossen wurde – tatsächlich von der Gestapo/SS im Zuge oder im Gefolge der Säuberungsaktion beschlagnahmt wurden oder im Besitz des Anwaltes verblieben, ist bisher ungeklärt.

## Schriften
- „Die Burschenschaft auf falschem Wege“, Burschenschaftliche Blätter WS 1929/30, Nr. 2, S. 28 ff.